# Ruine Schaumburg
Die Ruine Schaumburg ist die Ruine einer Höhenburg auf einem felsigen Hügel im Mühlbachgraben oberhalb der Streusiedlung Schaumboden im Gemeindegebiet von Frauenstein in Kärnten.
Der Name der Burg lässt sich von „schauen“ ableiten, von ihr aus hat man einen weiten Blick über eine Landschaft mit Wiesen und bewaldeten Hängen. Die Feste soll sich ursprünglich im Besitz der Pröpste von Gurk befunden haben, um 1200 wird sie aber als Lehen der Trixener erwähnt. Zu dieser Zeit wurde um die Burg Wein angebaut, am Fuß des Felsens befindet sich die Mühle Trotter. 
Die unter Denkmalschutz (Listeneintrag) stehenden Reste des Bauwerks sind weitgehend von dichtem Baumbewuchs bedeckt. Vom ursprünglichen romanischen Bau finden sich noch einige Mauerpartien und ein 3,5 Meter hoher Teil der nördlichen Außenmauer des Wohnbaus sowie Reste des vier bis sechs Meter hohen Turmes, darüber hinaus Hofbauten des 14. Jahrhunderts. Die Anlage war ein reiner Wehrbau und bestand nur aus zwei Gebäuden und einem rechteckigen Hof.